# بييترو مارتيري دانغييرا
بييترو مارتيري دانغييرا (بالإيطالية: Pietro Martire d'Anghiera) أو بدرو مارتير دانغليريا (بالإسبانية: Pedro Mártir de Anglería) أو بتروس مارتير أنغليريوس (باللاتينية: Petrus Martyr Anglerius) ـ (2 فبراير 1457 ـ أكتوبر 1526) هو كاتب ومؤرخ ورجل دين إسباني، إيطالي المولد، أرّخ لاسكتشافات الإسبان الجغرافية إبان عصر الاستكشاف، ومنها استكشاف أمريكا الوسطى والجنوبية، الذي أرخ له في سلسلة من الرسائل والتقارير نُشرت باللاتينية بين عامي 1511 و1530 في مجموعة من عشرة فصول سميت بالعشريات، وهي من المؤلفات القيمة في مجال تاريخ الجغرافيا والاستكشاف. كما يصف دانغييرا في كتابه «عن العالم الجديد» (باللاتينية: De Orbe Novo) اللقاءات الأولى بين الأوروبيين والأمريكيين الأصليين وحضاراتهم في منطقة الكاريبي وأمريكا الشمالية والوسطى.

## حياته
ولد مارتيري في إقليم بييمونتي الإيطالي، وانتقل إلى روما في العشرين من عمره، وهناك التقى عددًا من كبراء الكنيسة الكاثوليكية، وتعرف إلى سفير إسبانيا في روما، وصحبه إلى سرقسطة في أغسطس 1487، وسرعان من علت مكانته بين مثقفي إسبانيا، وحاضر في جامعة سلمنقة سنة 1488 بدعوة من الجامعة، ثم صار لاحقًا قسًا بقصر الملكين الكاثوليكيين، وتولى بعد سنة 1492 تعليم أبناء نبلاء البلاط الإسباني.

## سفارته إلى مصر
في أغسطس 1501 ندب الملك فرناندو الخامس ـ ملك قشتالة ـ مارتيري للقيام بسفارة إلى مصر لإثناء سلطان مصر المملوكي الأشرف جان بلاط عما هدد به من التنكيل بمسيحيي مصر والشام قصاصًا لمسلمي غرناطة الذين نمى إلى علمه أن الدولة الإسبانية تضطهدهم وتكبت حريتهم الدينية، ووصل مارتيري إلى الإسكندرية ـ مزودًا بالكتب والوثائق اللازمة ـ في أواخر ديسمبر 1501، بعد رحلة بحرية شاقة عن طريق إيطاليا واليونان، ثم وصل إلى القاهرة في آخر يناير 1502، وقابل السلطان يوم 6 فبراير 1502، فألقى بين يديه خطابًا فند فيه ما ينسب لمليكه من الاستيلاء ظلمًا على غرناطة، واضطهاده للمسلمين، وقهرهم على التنصير، وبيّن مارتيري حق مولاه في الفتح، وكونه يحكم مئات الألوف من الرعايا المسلمين الذين يعيشون في بلنسية وأراغون، وأنهم جميعًا يتمتعون بشعائرهم أحرارًا، وقد استطاع مارتيري أن يقنع السلطان رغم مجافاة كثير من كلامه لواقع الحال، كما استطاع فوق ذلك أن يقنع السلطان بإعفاء مسيحيي بيت المقدس من عدد من المغارم والفروض.
ألف مارتيري عن زيارته هذه كتابًا باللاتينية عنوانه Legatio Babylonica، نُشر في طبعة سنة 1511 من عشرياته، ويحتوي وصفًا لمصر وسلطانها وعاصمتها ومقر حكمها وسكانها ونيلها وأهرامها ونبذة طويلة عن تاريخها. تُرجم هذا الكتاب إلى الإسبانية بعنوان «سفارة من الملكين الكاثوليكيين إلى مصر» (بالإسبانية: Una Embajada de los Reyes Catolicos a Egipto)‏، وقد نال مارتيري لقب «مايسترو دي لوس كاباليروس» (بالإسبانية: Maestro de los Caballeros، أي سيد الفرسان).

## وفاته
توفي مارتيري في غرناطة سنة 1526.

## روابط خارجية
- بييترو مارتيري دانغييرا على موقع الموسوعة البريطانية (الإنجليزية)